# جی‌اس یواسا
جی‌اس یواَسَ کورپوریشن (株式会社ジーエス・ユアサ コーポレーション) یک شرکت ژاپنی است که باتری‌های اسیدی خودرو و موتورسیکلت را تولید می‌کند. همچنین این شرکت فناوری باتری‌های پیشرفته را برای کاربردهای مختلف هوافضا و دفاعی توسعه می‌دهد. 